# Кухаренко, Николай Григорьевич
Никола́й Григо́рьевич Кухаре́нко (3 мая 1910, Лисичанск, Донецкая губерния — до 1985) — советский лётчик-истребитель, участник Великой Отечественной войны, полковник Советской армии.

## Биография
Родился в Лисичанске Донецкой губернии (ныне — Луганская область) в украинской семье. Работал на шахте имени В. Л. Войкова при Лисичанском рудоуправлении в качестве забойщика, отбойщика и крипельщика. С мая 1932 года — десятником на шахте ОГПУ. Вступил в ВКП(б) в 1932 году.
Призван в Красную армию в августе 1933 года. Тогда же по спецнабору ЦК ВКП(б) направлен на учёбу в Харьковскую 9-ю военную школу лётчиков и лётчиков-наблюдателей, окончив которую в октябре 1934 года был переведён в 1-ю военную школу лётчиков имени А. Ф. Мясникова (Качинская лётная школа) в Крыму. По окончании направлен в 31-ю отдельную истребительную авиаэскадрилью ВВС Особой Краснознамённой Дальневосточной армии в качестве военного пилота и младшего лётчика.
В июне 1938 года в звании лейтенанта назначен командиром звена в 4-ю эскадрилью 48-го отдельного истребительного авиаполка 1-й Краснознамённой армии, участник боевых действий Советско-японского конфликта у озера Хасан, во время которых летал на И-15 бис. С мая 1939 года — помощник командира 4-й эскадрильи 48-го истребительного авиаполка.
В 1939—1940 годах откомандирован на Северо-Западный фронт для участия в Советско-финляндской войне, воевал на И-153. С августа 1940 года — помощник командира эскадрильи 11-го истребительного авиаполка, в декабре утверждён командиром эскдрильи.
С начала Великой Отечественной войны 11-й истребительный авиаполк в составе Военно-Воздушных Сил Московского военного округа выполнял задачи прикрытия столицы и военных объектов с воздуха. Совершая боевые вылеты на Як-1, старший лейтенант Кухаренко соперничал в количестве сбитых немецких машин с однополчанином и своим другом капитаном Константином Титенковым.

Истинными мастерами воздушных схваток в полку зарекомендовали себя командиры эскадрилий капитаны Николай Григорьевич Кухаренко и Константин Николаевич Титенков<…> Фашистские стервятники не выдерживали их стремительных, дерзких атак.
— Пётр Стефановский, из книги «Триста неизвестных» 1968
В ноябре 1941 года Кухаренко стал командиром 11-го истребительного авиационного полка, — назначение совпало с началом наступательного периода Битвы за Москву.
В зиму 1941/1942 годов полк Кухаренко базировался на Центральном аэродроме в Москве (Ходынское поле). Согласно решению Ставки Верховного Главнокомандования, части истребительной авиации привлекались к обеспечению наступательных действий Западного фронта и когда враг находился в 25—30 км от города, до 90 % всех боевых вылетов совершались с целью поддержки наступающих войск. Вооружение истребителей для «штурмовок» было недостаточным, и его усилили, установив под крыльями Як-1 шесть балок для РСов — реактивных снарядов малого калибра. По воспоминаниям служившего в полку Степана Микояна, для боевых вылетов использовали даже учебно-тренировочный Як-7Б («вывозной»), установив в передней кабине бронеспинку. Кухаренко наравне с другими лётчиками полка принимал участие в воздушных боях и штурмовых действиях. На его личном счету 6 сбитых самолётов противника: 3 ночью и 3 в паре.
С начала 1942 года 11-й иап был переведён в оперативное подчинение Московского корпусного района ПВО. Майор Кухаренко оставался командиром полка по сентябрь 1942 года.
В сентябре 1942 года, когда формировалась 298-я истребительная авиационная дивизия, был назначен заместителем командира дивизии, участвовал в боевых операциях Закавказского фронта, а также противо-воздушной обороне промышленных объектов, транспортных магистралей и административных центров Закавказья (Восточного и Закавказского фронтов ПВО). В июле 1943 года Кухаренко было присвоено звание подполковник. В октябре — ноябре 1944 года временно исполнял обязанности командира дивизии.
В период 1947—1948 годов командовал 39-м гвардейским истребительным авиаполком ПВО, с 1949 года — 641-м гвардейским истребительным авиаполком ПВО. В 1951 году прошёл переподготовку на Липецких высших лётно-тактических курсах усовершенствования офицерского состава и был назначен командиром 137-го гвардейского истребительного авиаполка ПВО в составе 328-й истребительной авиационной дивизии.
В феврале 1952 года присвоено звание полковник, с апреля того же года — заместитель командира 142-й истребительной авиадивизии ПВО.
Уволен в запас 8 марта 1958 года. Скончался до 1985 года.

## Награды
- орден Красного Знамени (25 октября 1938)[18]
- орден Красной Звезды (24 июля 1941)[19]
- орден Отечественной войны I степени (12 августа 1943)[4]
- медаль «За оборону Москвы» (1 мая 1944)[20]
- медаль «За оборону Кавказа» (1 мая 1944)[21]
- орден Красного Знамени (23 сентября 1944)[22]
- медаль «За боевые заслуги» (3 ноября 1944)[23]
- медаль «За победу над Германией в Великой Отечественной войне 1941—1945 гг.» (9 мая 1945)[24]

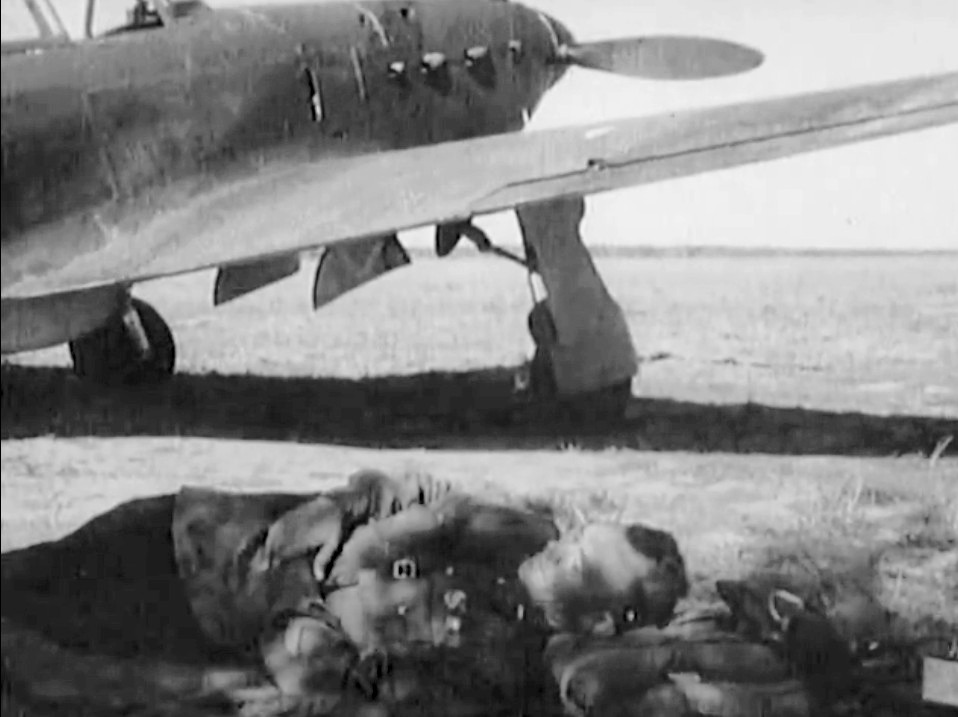
Старший лейтенант Н. Г. Кухаренко,
кадр из фильма «Наша Москва» (1941)

- орден Красной Звезды (15 ноября 1950)[25]
- орден Красного Знамени (3 ноября 1953)[26]
- орден Красной Звезды (16 октября 1957)[27]

## Память
Последняя часть документального фильма «Наша Москва» / «Боевой киносборник № 5» (1941) Центральной студии кинохроники содержит эпизод о старшем лейтенанте Кухаренко, сбившего накануне боевые машины противника.

## Комментарии
1. ↑  О работе Н. Кухаренко донецким шахтёром говорится в документальном фильме «Наша Москва» (1941, Центральная студия кинохроники).
2. ↑  В рассматриваемый период полковник П. М. Стефановский служил заместителем командира 6-го авиационного корпуса, в который входил 11-й истребительный авиаполк[8].
3. ↑  Максимальное приближение было в конце осени 1941 года, — тогда немцы стояли у Химок[11].
4. ↑  «В оборонительных сражениях на ближних подступах к Москве вместе с фронтовой и дальнебомбардировочной авиацией эффективно действовали части 6-го истребительного авиационного корпуса ПВО. Поддерживая тесное взаимодействие с наземными войсками, части корпуса с 19 по 27 ноября вели штурмовые действия по прорвавшимся механизированным соединениям в районах Московское море, Клин, Завидово, Тургиново, а также по танковой группе, наступавшей на Красную Поляну. При выполнении задач особенно самоотверженно действовали лётчики 11-го истребительного авиационного полка под командованием майора Н. Г. Кухаренко. 27 ноября они 5 раз вылетали на штурмовку войск и аэродромов противника в Рогачёво и Клину и уничтожили более 20 фашистских самолётов»[14].
5. ↑  О факте смерти до 1985 года свидетельствует отсутствие Н. Г. Кухаренко среди награждённых в юбилейной картотеке ЦАМО РФ[17].
6. ↑  Голос за кадром: «Сегодня ночью „родился“ новый герой. Вот он — лётчик истребитель Кухаренко, он сбил в ночном бою два вражеских самолёта, он — бывший донецкий шахтёр, этот герой.
Спи, лётчик. Ты заслужил свой отдых».